# Annot (artiste)
Annot, de son nom d'état civil Anna Ottilie Krigar-Menzel, également appelée Annot Jacobi, née à Berlin le 27 décembre 1894 et décédée à Munich le 20 octobre 1981, est une peintre et militante pacifiste allemande.

## Biographie
Annot prend des cours à l'école de dessin et de peinture de l'association des femmes artistes de Berlin, elle suit notamment en 1915 les cours de Lovis Corinth.
En 1916, Annot est emprisonnée 30 jours à la prison berlinoise de Moabit pour sa participation à la publication et à la diffusion des mémoires pacifistes du comte Karl Max von Lichnowsky. Par la suite elle s'installe à Oslo et s'engage dans le mouvement pacifiste. En 1920, Annot retourne à Berlin, et se lie d'amitié avec Annette Kolb et Carl von Ossietzky. Elle co-fonde la Ligue des droits humains et la Ligue féminine pour la paix et la liberté.
En 1921 elle épouse Rudolf Jacobi, également peintre.
En 1926, Annot suit les cours de peinture de André Lhote à Paris. De 1927 à 1931, elle est membre de l'association des femmes artistes de Berlin.

## Carrière
En 1928, Annot fonde avec son mari l'école de peinture Annot à Berlin. À partir de cette année-là Annot est une collaboratrice de la revue d'art et de littérature Der Querschnitt. De 1928 à 1930, Annot participe à de nombreuses expositions en Allemagne, une exposition lui est consacrée à la Galerie Neumann-Nierendorf à Berlin. Sur cette même période Annot peint le cycle Das Gesicht der berufstätigen Frau (Le visage de la femme active).
Ses œuvres reçoivent un accueil critique positif.
De 1932 à 1933 Annot est membre de la Sécession berlinoise.
En 1933, l'école de peinture Annot est fermée, Annot et son époux refusant d'exclure les étudiantes juives,.
Annot émigre avec sa famille aux États-Unis, en passant par le Danemark. En 1935 Annot reçoit la médaille d'or à l'exposition annuelle des artistes femmes de New-York.
Aux États-Unis, Annot participe à des expositions et dirige l'école Annot à New-York (pour laquelle elle engage l'enseignant Rudolf Belling). En plus de ces activités, Annot publie des critiques d'art et de littérature.
En 1956, Annot émigre à Puerto Rico. En 1967 Annot revient en Allemagne (RFA) et s'installe à Munich.
En 1977, la Haus am Lützowplatz à Berlin organise une grande exposition rétrospective dédiée à Annot, puis en 1978 une exposition lui est consacrée à la Galerie von Abercron à Munich.